# すてんだっぷガールズ!〜第1話 ダメダメ怪獣にご用心〜
「すてんだっぷガールズ!〜第1話 ダメダメ怪獣にご用心〜」（すてんだっぷがーるず だいいちわ だめだめかいじゅうにごようじん）は、日本の女性アイドルグループ・PASSPO☆の楽曲。2017年9月27日に同グループの17thシングルとしてCROWN GOLD（日本クラウン）から発売された。

## 解説
前作『ギミギミaction/ラブリフレイン』から10ヵ月ぶりとなるシングルで、2017年にPASSPO☆が発表した唯一のシングル。また、PASSPO☆史上最もタイトルが長いシングル曲でもある。
2017年6月18日「PASSPO☆ 青年も、大志を抱け!ツアー」の新横浜 NEW SIDE BEACH!!フライト（ライブ）でタイトルと発売日が発表され、同年7月1日の福島・OUT LINEでのフライトからセットリストに加えられた。PASSPO☆が9月にシングルをリリースしたのはインディーズ・メジャー通して本作が唯一である。また発売日となった9月27日は根岸愛の25回目の誕生日でもあった。
『すてんだっぷガールズ!』は「ヒーローもののアメコミで流れるオープニングテーマ曲みたいな感じの曲を作りたい」という藤本有紀美の発案から、ペンネとアラビアータ機長が作詞・作曲したもの。ジャケットやミュージックビデオもその世界観が表れた作風になっている。なおサブタイトルに「第1話」とあるが、第2話以降の展開について根岸愛は「いやー、そこはどうだか、 皆さんの反応次第かな?」と曖昧なコメントをしていた。
カップリングの『Party like a Rockstar!』は根岸愛、増井みお、安斉奈緒美の3人が「BAND PASSPO☆」にかける思いで共作した楽曲。竹中夏海はダンス時のフォーメーションをなるべくバンド体制のものにしながら振り付けたと自身のツイッターで解説している。
本シングル発売から1年を経た2018年9月22日、東京・中野サンプラザで行われたフライトをもってPASSPO☆は解散。結果的に本作がPASSPO☆最後のシングルとなった。

## 販売形態
Type-A・Type-B・Type-Cの3形態に加え、セブンネットショッピングとキャラアニ限定の「面会BOX」も発売。面会BOXは3形態と面会イベント参加券が収められている。
- ファーストクラス盤（CD+DVD）：CRCP-10380
- ビジネスクラス盤（CD+DVD）：CRCP-10381
- エコノミークラス盤（CD）：CRCP-10382
- セブンネットショッピング限定「面会BOX」：CRZP-28[9]
- キャラアニ限定「面会BOX」：CRZP-29[10]

## 収録曲

### CD
1. すてんだっぷガールズ!〜第1話 ダメダメ怪獣にご用心〜
作詞・作曲・編曲：ペンネとアラビアータ機長
『musicる TV』（テレビ朝日）2017年9月期オープニングテーマ曲
2. Party like a Rockstar!
作詞：根岸愛、増井みお、安斉奈緒美／作曲・編曲：ペンネとアラビアータ機長
3. すてんだっぷガールズ!〜第1話 ダメダメ怪獣にご用心〜（instrumental）
4. Party like a Rockstar!（instrumental）

### DVD
ファーストクラス盤
1. すてんだっぷガールズ!〜第1話 ダメダメ怪獣にご用心〜（Music Video）

ビジネスクラス盤
1. すてんだっぷガールズ!〜第1話 ダメダメ怪獣にご用心〜（Making of Music Video）

## クレジット
- Sound Producer：ペンネとアラビアータ機長
- Guitar&Other instrumental programming：ペンネとアラビアータ機長
- Recording Engineer：飯場大志
- Recording Studio：ABSスタジオ
- Mixing Engineer：福井昌彦（Mix Forest Studio）
- Mastering Engineer：吉野謙志（UNIVERSAL MUSIC STUDIOS TOKYO）